# ال کورتیخو
ال کورتیخو (به اسپانیایی: El Cortijo) یک منطقهٔ مسکونی در اسپانیا است که در لگرنیو واقع شده‌است. ال کورتیخو ۲۲۴ نفر جمعیت دارد.